# Hartley (Texas)
Hartley è un census-designated place degli Stati Uniti d'America situato nella contea di Hartley dello Stato del Texas.
La popolazione era di 540 persone al censimento del 2010.

## Geografia fisica
Hartley è situata a 35°53′04″N 102°23′54″W (35.884358, -102.398395).
Secondo lo United States Census Bureau, ha un'area totale di 7,0 miglia quadrate (18 km²).

## Società

### Evoluzione demografica
Secondo il censimento del 2000, c'erano 441 persone, 149 nuclei familiari e 118 famiglie residenti nella città. La densità di popolazione era di 63,2 persone per miglio quadrato (24,4/km²). C'erano 157 unità abitative a una densità media di 22,5 per miglio quadrato (8,7/km²). La composizione etnica della città era formata dal 92,29% di bianchi, lo 0,45% di afroamericani, lo 0,91% di nativi americani, lo 0,23% di asiatici, il 4,31% di altre razze, e l'1,81% di due o più etnie. Ispanici o latinos di qualunque razza erano l'11,11% della popolazione.
C'erano 149 nuclei familiari di cui il 45,0% aveva figli di età inferiore ai 18 anni, il 69,8% aveva coppie sposate conviventi, il 3,4% aveva un capofamiglia femmina senza marito, e il 20,8% erano non-famiglie. Il 17,4% di tutti i nuclei familiari erano individuali e il 10,1% aveva componenti con un'età di 65 anni o più che vivevano da soli. Il numero di componenti medio di un nucleo familiare era di 2,96 e quello di una famiglia era di 3,31.
La popolazione era composta dal 34,7% di persone sotto i 18 anni, l'8,4% di persone dai 18 ai 24 anni, il 29,9% di persone dai 25 ai 44 anni, il 18,1% di persone dai 45 ai 64 anni, e l'8,8% di persone di 65 anni o più. L'età media era di 30 anni. Per ogni 100 femmine c'erano 104,2 maschi. Per ogni 100 femmine dai 18 anni in giù, c'erano 97,3 maschi.
Il reddito medio di un nucleo familiare era di 38.500 dollari e quello di una famiglia era di 45.000 dollari. I maschi avevano un reddito medio di 25.469 dollari contro i 18.750 dollari delle femmine. Il reddito pro capite era di 16.150 dollari. Circa il 10,2% delle famiglie e il 10,0% della popolazione erano sotto la soglia di povertà, incluso il 10,5% di persone sotto i 18 anni e l'11,1% di persone di 65 anni o più.